# Lake Shannon
Der Lake Shannon ist ein langer, schmaler Stausee am Baker River im Skagit County im US-Bundesstaat Washington. Der See entstand in den 1920er Jahren durch den Bau eines Bogendamms oberhalb von Concrete. Er ist etwa 12,1 km lang und durchschnittlich 1,6 km breit, wenn er voll gestaut ist. Mit einer Lage unmittelbar außerhalb der Westgrenze des North Cascades National Park im Mount Baker National Forest dient der Lake Shannon als tiefer gelegenes Reservoir für das Baker River Hydroelectric Project der Puget Sound Energy.
Vor dem Stau des Lake Shannon wurde das Gebiet vorrangig von Fallenstellern und Holzfällern sowie zur Betonherstellung genutzt. Der Bau des Lower Baker Dam blockierte die Wanderung der Lachse im Baker River. Der Bau einer künstlichen Fischtreppe wurde in den 1950er Jahren begonnen und 1959 nach dem Bau des Upper Baker Dam fertiggestellt, der vom Lake Shannon flussaufwärts liegt. Der See ist die Heimstatt einer zahlreichen Population des Rotlachses, dessen nicht wandernde Form „Kokanee“ genannt wird; die Population gilt als Beiprodukt der Fischzucht in den Zuflüssen. Angeln, Bootfahren und Wasserski-Laufen sind beliebte Erholungsaktivitäten am See.

## Geographie
Der Baker River fließt über 48 km südostwärts und südwärts bis zu seiner Mündung in den Skagit River bei Concrete. Weniger als eine Meile (1,6 km) oberhalb der Mündung sperrt ein 87 m hoher Bogendamm, der Lower Baker Dam, eine extrem enge Schlucht, um den Lake Shannon zu bilden, einen 8,9 km² großen Stausee.
Der See füllt eine Kluft im Baker River Valley zwischen einer exponierten Flussterrasse im Westen und einer weniger exponierten im Osten. Während der Westhang direkt oberhalb des Sees von vielen Canyons zerfurcht ist, ist der Osthang kürzer und glatter. Der See ist von markanten bewaldeten Bergen umgeben, aber die Umgebung ist nicht so steil und zerklüftet wie das obere Einzugsgebiet.
Der Stausee ist in der unteren Hälfte am breitesten, insbesondere in einem Bereich von etwa fünf Kilometern oberhalb des Damms. Nahe der Mitte nähern sich die Ufer des Sees sehr stark an, wenn er sich zwischen dem Westufer und einem vorspringenden Kap hindurchzwängt. Die obere Hälfte des Sees ist sehr schmal und das äußerste obere Ende ragt bis in den Mount Baker National Forest. Genau oberhalb des Nordendes des Sees riegelt der Upper Baker Dam den Baker River erneut ab und bildet den ausgedehnten Baker Lake.
Das Gebiet wird vom Mount Baker dominiert, der wenige Meilen nordwestlich des Lake Shannon 3.286 m hoch emporragt. Mount Shuksan, ein wenig kleinerer Gipfel, ragt eher nordnordöstlich 2.782 m auf. Abgesehen vom Baker River speisen als Hauptzuflüsse der Thunder Creek (welcher nahe dem Kap in den See mündet, das ihn fast in zwei Hälften teilt) und der Sulphur Creek den See, welcher bei Hochwasser direkt in den See mündet.
Die Baker River Road verläuft in nördlicher Richtung zusammen mit der Ostseite des Lake Shannon in den North Cascades National Park hinein, während der North Cascades Highway (Washington State Route 20) den Baker River genau unterhalb des Lake Shannon quert. Obwohl der größte Teil des Zuflusses des Lake Shannon aus dem Abfluss des Upper Baker Dam stammt, hat er ein zusätzliches Einzugsgebiet von 210 Quadratkilometern.

## Bauwerke

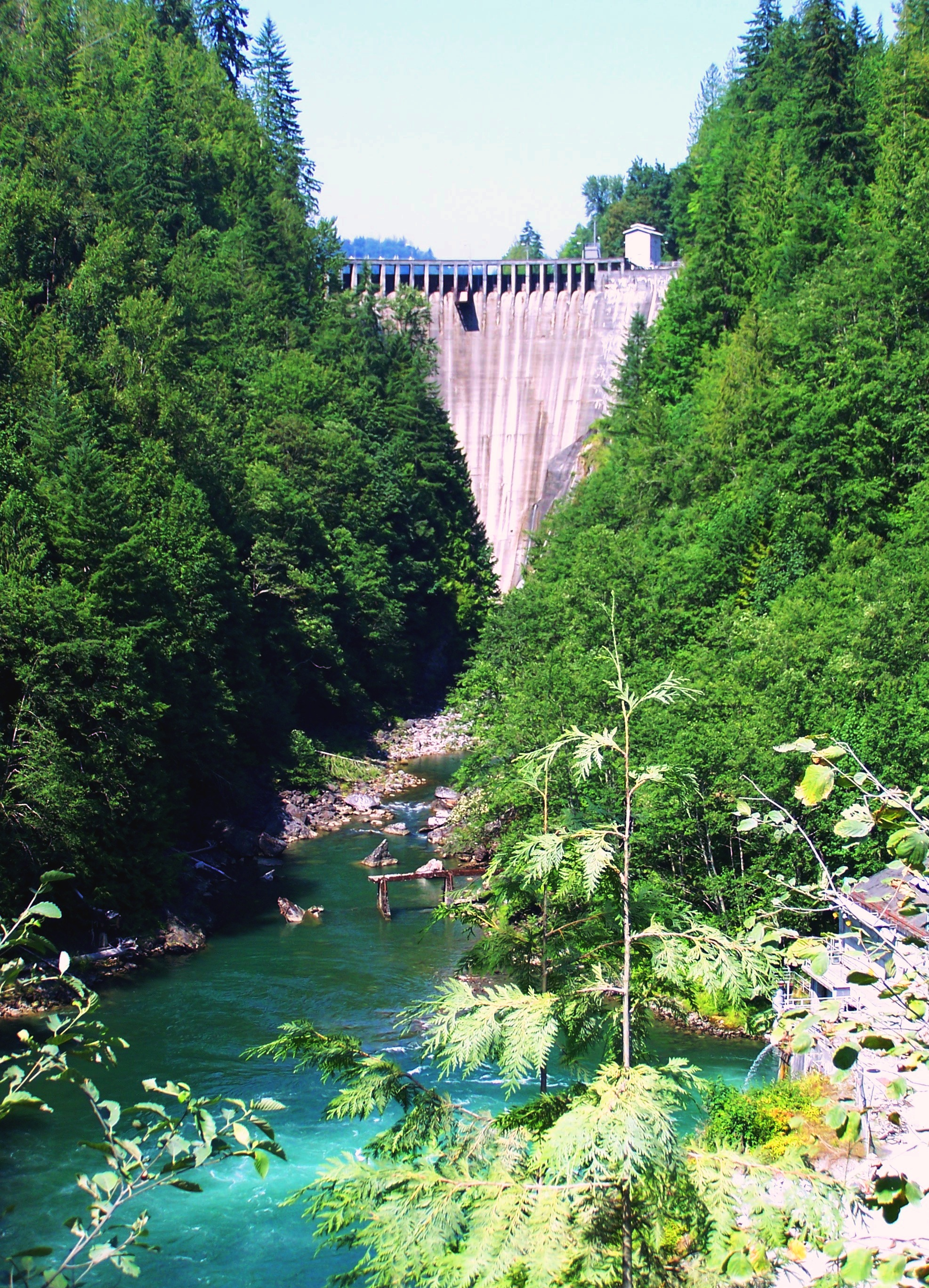
Der Lower Baker Dam vom Unterlauf des Flusses aus

Der Lower Baker Dam (48° 32′ 51″ N, 121° 44′ 28″ W) wurde 1925 als erster von zwei Dämmen zur Energieerzeugung im Baker River Hydroelectric Project gebaut; er gehört der Puget Sound Energy. Es handelt sich um eine dicke Bogenstaumauer von 87 Metern Höhe und 270 Metern Länge. Die Abläufe befinden sich an der Krone und bestehen aus 24 Öffnungen. Eine Druckleitung leitet das Wasser vom See zum Kraftwerk am linken Flussufer; die Leistung des Kraftwerks beträgt 79 MW; das Wasser wird unmittelbar am Dammfuß wieder in den Fluss zurückgeleitet. Das führt zu einer Strecke im Fluss, welche die meiste Zeit trocken ist. Bei Vollstau erreicht der Seespiegel 134 über dem Meeresspiegel, bei vollständig abgelassenem Wasser 104 Meter; die minimale Stauhöhe zum Betrieb des Kraftwerks liegt bei 110 Metern. Der Stausee enthält fast 200 Mio. m³ Wasser bei Vollstau.
Unterhalb des Lower Baker Dam existiert in der Stadt Concrete eine "Fischtreppe". Das Betonwehr stellt die erste Stufe einer Rinne dar, die anadrome Fische flussaufwärts bis zum Baker Lake ziehen lassen, von wo aus sie den Baker River weiter stromauf bis zu ihren Laichgebieten wandern können.

## Geschichte
Vor den Bauten innerhalb des Baker River Project gab es den Lake Shannon noch gar nicht; der Baker Lake war ein kleinerer See, der von einer glazialen Moräne erzeugt wurde. Anadrome Fische konnten jedes Jahr im Frühjahr in einer Zahl von bis zu 20.000 den Baker River aufwärts wandern. Im 19. Jahrhundert war das Gebiet um den Baker River vorwiegend forstwirtschaftlich genutzt. Große Lagerstätten von Baukalk im Mündungsgebiet des Baker River führten zum Bau einer Zement-Fabrik im heutigen Concrete.

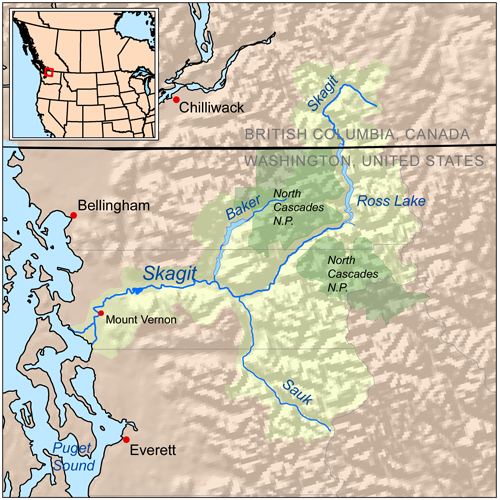
Karte des Einzugsgebietes des Skagit River mit dem Lake Shannon am Baker River (etwa mittig)

Am 1. April 1924 begann offiziell der Bau des Lower Baker Dam durch die Stone & Webster Company an einer als Eden Canyon bekannten Stelle. Zunächst arbeiteten 150 Menschen an dem Projekt, doch wuchs ihre Zahl bis zum Folgejahr auf 900 an. Anfang 1925 wurde der Lower Baker Dam von etwa 1.300 Arbeitern mit einer Höhe von 70 Metern fertiggestellt und im November desselben Jahres wurde der Stausee erstmals bis zu seiner Kapazität angestaut. (Der Damm wurde später um 27 m zu seiner heutigen Höhe aufgestockt.) Der Stau überflutete die erste Eisenbahnbrücke über den Fluss, die Baker River Bridge, eine 58 m hohe hölzerne Trestle-Brücke. Das Kraftwerk lieferte am 19. November 1925 den ersten Strom.
Der Bau des Damms und der Stau des Sees hatte ernsthafte Auswirkungen auf die Lachse im Baker River – der Damm ließ nur eine Meile (1,6 km) des Flusses für die Fische zugänglich. Vor dem Bau kehrten etwa 20.000 Fische jährlich an ihre Laichplätze zurück. Später übertraf die Rückkehrer-Population selten 3.000 Fische und sank in den 1980er Jahren noch stärker bis auf ein Minimum von 99 im Jahr 1985 ab. Unterhalb des Lake Shannon wurde quer über den Baker River hinweg ein Bauwerk errichtet, welches ursprünglich zum Fang der zurückkehrenden anadromen Fische genutzt wurde; zusammen mit ein paar weiteren Einrichtungen wurden die Fische bis 1959 in den Lake Shannon transportiert. Danach wurde das System erweitert und die Fische direkt in den Baker Lake gebracht.
Am 9. Juli 1959 wurde der Upper Baker Dam fertiggestellt und der Zufluss zum Lake Shannon erstmals reguliert. Ein großer Erdrutsch zermalmte 1965 das Maschinengebäude mit den Turbinen 1 und 2 am Lower Baker Dam. Die Einheiten 3 und 4 wurden an derselben Stelle gebaut und der originale, 300 m lange Druckstollen wurde um 130 m auf 430 m verlängert, um das neue Maschinenhaus erreichen zu können. Der neue Bau wurde mit einem geneigten Dach versehen, um das Zerstörungspotenzial zu minimieren. 1991 wurden in einem weiteren Projekt, dem Koma Kulshan Project, etwa 3,4 m³/ s von zwei westlichen Zuflüssen des Lake Shannon zum Baker Lake umgeleitet, um ein Laufwasserkraftwerk anzutreiben.

## Natur
Eine der häufigsten Fischarten im Lake Shannon ist der Rotlachs bzw. seine nicht wandernde Form "Kokanee", doch unterscheidet sich diese Population von anderen Kokanees. Die echten Kokanees werden im Süßwasser geboren; es ist möglich, dass die Kokanees des Lake Shannon eine Kreuzung aus Rotlachs und Silberlachs sind, die in den Zuflüssen des Sees – einschließlich des Sulphur Creek und des Thunder Creek – heranwachsen, entweder auf natürlichen Kiesbänken oder auf künstlichen. Einige der Jungfische sind aus den Kanälen entkommen, welche die auswandernden jungen Lachse in den unteren Baker und den Skagit River leiten und begründeten so eine Kokanee-Population.
Es gibt auch eine Population von Stierforellen im See.
Das Gebiet des Lake Shannon wird von Douglasien und anderen Koniferen sowie Laubbäumen dominiert.

## Tourismus
Der Lake Shannon liegt etwa eine Meile (1,6 km) nördlich von Concrete und 56 km östlich von Mount Vernon. Der See selbst wird am häufigsten über die Baker River Road erreicht, welche zurzeit das Flusstal aufwärts bis zur Grenze des North Cascades National Park verläuft. Teile des Lake Shannon liegen innerhalb des Mount Baker National Forest, welcher auch den gesamten Baker Lake enthält. Schwimmen, Boot- und Wasserski-Fahren können in und auf dem See betrieben werden, Rotlachse sind häufiges Ziel der Angler. Die einzige Möglichkeit, Boote in den See zu schaffen, besteht jedoch über Privatland.
Der See ist in den meisten Jahren vom letzten Samstag im April bis zu 31. Oktober für Angler geöffnet. Es gibt Pläne zur Erweiterung des bestehenden Wanderwegsystems rund um die beiden Stauseen um etwa 12,6 km sowie weitere allgemeine Verbesserungen im Gebiet des Wasserkraft-Proejkts.